# Ophiura stenobrachia
Ophiura stenobrachia är en ormstjärneart som beskrevs av Hubert Lyman Clark 1917. Ophiura stenobrachia ingår i släktet Ophiura och familjen fransormstjärnor. Inga underarter finns listade i Catalogue of Life.